# Veni Vidi Vici (Film)
Veni Vidi Vici ist ein österreichischer Spielfilm von Daniel Hoesl und Julia Niemann aus dem Jahr 2024. Die Gesellschaftssatire stellt eine reiche Familie in den Mittelpunkt, die ein Leben ohne Konsequenzen führen kann. Die Hauptrollen übernahmen Laurence Rupp und Ursina Lardi. Das Werk wurde im Januar 2024 beim 40. Sundance Film Festival uraufgeführt.

## Handlung
Amon Maynard und seine Familie scheinen das perfekte Leben zu führen. Sie wohnen in einer luxuriösen Villa und sind von allen erdenklichen Privilegien umgeben. Viktoria ist eine angesehene Anwältin, die sich der Verteidigung benachteiligter Menschen widmet und so das öffentliche Ansehen der Familie steigert. Amon ist Investor und führt erfolgreiche Gespräche mit Politikern, um eine neue Batteriefabrik in Österreich zu bauen. Paula ist die Tochter von Amon, deren Mutter verstorben ist. Die beiden anderen Töchter wurden von Amon und Viktoria adoptiert. Sie versuchen gemeinsam, ein Kind zu bekommen, und ziehen in Erwägung, wegen der bislang erfolglosen Versuche eine Leihmutter zu engagieren.
Amon, der vom Überfluss gelangweilt ist, verbringt seine Freizeit mit der Jagd. Dabei schießt er aber auf Menschen statt auf Tiere. Bei einem seiner Feldzüge wird er von dem Jagdaufseher (Carl) beobachtet, wie er sich unbesorgt vom Tatort entfernt. Etwas entfernt wird er unbemerkt von seinem Butler abgeholt, der das Nummernschild von Amons Auto wechselt. Dieses Auto leiht Amon später dem Freund des Au-Pairs der Familie aus. Dieser wird anschließend von der Polizei in Untersuchungshaft genommen. Viktoria vertritt ihn als Anwältin, woraufhin er in kurzer Zeit wieder frei kommt. Gleichzeitig recherchiert der Journalist Volker zu Amons Vergehen, und Amon gesteht ihm seine Taten. Trotz der zahlreichen Hinweise bleibt die Polizei gegenüber Amon untätig. 
Bei einem gesellschaftlichen Zusammenkommen kündigt Amon an, das Unternehmen seines geschätzten ehemaligen Lehrers zu kaufen. Dieser ist darüber entsetzt, und seine Frau macht ihm zahlreiche Vorwürfe. Der Sohn ist mit Paula befreundet und reagiert gelassen, weil er den Reichtum verabscheut und sozialistischen Ideen anhängt.
Bei einer Geburtstagsfeier einer der Töchter der Familie Maynard kommt der Jagdaufseher (Carl) zur Familienvilla, um Amon zur Rede zu stellen. Er wird mit entwaffnender Gastfreundschaft begrüßt. Als Paula ihm jedoch die Gewehre ihres Vaters zeigt und ihn damit bedroht, flieht dieser. Jedoch wird dieser im späteren Verlauf des Filmes ebenfalls erschossen. Der Journalist Volker wird, nachdem er erfolglos versucht hat Amon Maynard bei der Polizei anzuklagen, von der Familie in ihrer Villa herumgeführt. Im Waffenraum angekommen baut Paula ein Gewehr zusammen und erschießt den Butler der Familie. Volker wird nun zum neuen Butler der Familie, und Paula übernimmt das Hobby ihres Vaters. 

## Hintergrund
Bei Veni Vidi Vici (ursprünglicher Arbeitstitel: Vikinger) handelt sich um den vierten Spielfilm des österreichischen Filmemachers Daniel Hoesl, für das er auch das Drehbuch verfasste. Als Produzent trat Ulrich Seidl in Erscheinung. In den Hauptrollen als Milliardäre sind Laurence Rupp und Ursina Lardi zu sehen.
Drehstart war Mitte Juni 2022 und sollte bis August desselben Jahres abgeschlossen sein. Insgesamt waren 35 Drehtage eingeplant. Als Drehorte fungierten Wien sowie Niederösterreich. Unterstützt wurde das Projekt vom Österreichischen Filminstitut (finanzielle Beteiligung: 971.331 Euro), dem Filmfonds Wien, Filmstandort Austria (FISA) und dem Land Niederösterreich (in Zusammenarbeit mit ORF Film/Fernseh-Abkommen, das 646.251 Euro zur Verfügung stellt  und in Kooperation mit Nikolaus Geyrhalter Filmproduktion).

## Veröffentlichung
Die Weltpremiere von Veni Vidi Vici erfolgte am 18. Januar 2024 im Rahmen des Sundance Film Festivals in Park City (USA). Dort war das Werk in den Hauptwettbewerb aufgenommen worden. Die Europa-Premiere fand am 27. Januar 2024 anlässlich des International Film Festival Rotterdam statt. Außerdem wurde der Film im April 2024 auf der Diagonale gezeigt.
Der Kinostart in Österreich erfolgte am 13. September 2024 im Verleih von Stadtkino. In Deutschland startete der Film am 9. Januar 2025 im Verleih von Grandfilm in den Kinos.
Filmjournalist Dieter Oßwald schreibt auf dem Arthaus-Portal Programmkino.de „In der Tradition der Cannes-Sieger ‚Triangle of Sadness‘ und ‚Parasite‘ setzt dieser österreichische Sundance-Kandidat bei seiner grellen Kapitalismus-Groteske auf ein gut besetztes Figurenkarussell mit ziemlich bösen Eigenschaften. Wo die Minister auf den Namen Kafka hören, hat die Moral nicht viel zu melden. Klar, dass hier ein Unhappy End den Schlusspunkt setzt - dessen Brutalität konsequent rigoros ausfällt.“

## Rezeption
Frank Schirrmeister schreibt in nd.DerTag, dass der stets nahbare und charmante Amon Maynard kein Unsympath sei. Zu Hause würde Mozart gehört, seine Frau kümmere sich rührend um die beiden farbigen Adoptivkinder und als Menschenrechtsanwältin um die Erniedrigten dieser Erde, selbst der Butler gehöre irgendwie mit zur Familie. Könne man solche Sympathieträger hassen? Am Ende sei wahrscheinlich genau das der Trick der Neoliberalen: „Uns glauben zu machen, wir säßen doch irgendwie alle im selben Boot, und wer sich nur genügend anstrenge, dürfe auch irgendwann mal ans Steuer.“

## Auszeichnungen
Veni Vidi Vici erhielt beim Sundance Film Festival 2024 eine Einladung in den Wettbewerb um den Hauptpreis für den besten ausländischen Spielfilm.